# Salvador das Missões
Salvador das Missões is een gemeente in de Braziliaanse deelstaat Rio Grande do Sul. De gemeente telt 2.671 inwoners (schatting 2009).

## Aangrenzende gemeenten
De gemeente grenst aan Campina das Missões, Cerro Largo, Rolador, São Paulo das Missões en São Pedro do Butiá.